# Vernicia cordata
Vernicia cordata är en törelväxtart som först beskrevs av Carl Peter Thunberg, och fick sitt nu gällande namn av Airy Shaw. Vernicia cordata ingår i släktet Vernicia och familjen törelväxter. Inga underarter finns listade i Catalogue of Life.